# The Fleet That Came to Stay
Pour plus de détails, voir Fiche technique et Distribution.
The Fleet That Came to Stay est un court-métrage documentaire américain d'Oscar Boetticher, sorti en 1945.

## Fiche technique
- Titre original : The Fleet That Came to Stay
- Réalisation : Oscar Boetticher
- Musique : Lehman Engel
- Sociétés de distribution :  Office of War Information (Bureau of Motion Pictures), War Activities Committee of the Motion Pictures Industry
- Pays d’origine :  États-Unis
- Langue originale : anglais
- Format : Noir et blanc — 35 mm — 1,37:1 —  son Mono
- Genre : documentaire
- Durée : 20 minutes
- Date de sortie : 
  - États-Unis : 26 juillet 1945